# Distrito de Shilla
El distrito de Shilla es uno de los once distritos de la provincia de Carhuaz, ubicado en el departamento de Áncash, en el Perú.

## Autoridades

### Municipales
- 2015 - 2018[1]
  - Alcalde: Teófanes Cadillo Yunca, del Movimiento Acción Nacionalista Peruano.
- 2011 - 2014
  - Alcalde: Teófilo Eusebio Cadillo Flores, Partido Democrático Somos Perú (SP).
- 2019 - 2022
  - Alcalde: Vidal Orlando Collpa Leyva, Movimiento Acción Nacionalista Peruano  (MANPE).
- 2023 - 2026
  - Alcalde: Felíx Victoriano Huaraz Quito, Alianza para el Progreso (Perú) (A).

### Religiosas
- Parroquia San Juan Bautista de Shilla[2]
  - Párroco: Pbro. Alessio Busato

## Festividades
- San Juan.